# Paweł Szymański
Paweł Szymański (født 28. marts 1954 i Warsawa, Polen) er en polsk komponist.
Szymański studerede komposition på Fryderyk Chopin Universitetet på musikafdelingen og Musikkonservatoriet i Warsawa, med afgangseksamen (1978). Han studerede så videre privat hos bl.a. Roman Haubenstock-Ramati og Tadeusz Baird i Wien (1984-1985). Han har skrevet orkesterværker, opera, kammermusik, koncertmusik, elektronisk musik, korværker, solostykker for mange instrumenter etc.
Szymański har vundet flere priser såsom første prisen i en konkurrence for Unge Komponister i den Polske Komponistforening (1979), og første prisen for Benjamin Britten komponist konkurrencen (1988) i Oldenburg. Han er avantgardist i sin kompositions stil, og hører til nutidens vigtige moderne klassiske komponister fra Polen.

## Udvalgte værker
- Epitafium (1974) - for to klaverer
- Partita I (1976) - for orkester
- Partita II (1977-1978) - for orkester
- Partita III (1985-1986) - for forstærket cembalo og orkester
- Partita IV (1986) - for orkester
- Klaverkoncert (1994) - for klaver og orkester
- Gloria (1979) - for kvindekor og instrumentalensemble
- Lux Aeterna (1984) - for stemmer og instrumenter
- Næsten en Sinfonietta (1990) - for kammerorkester
- Quadsia Zaher (2005) - opera